# Peter van Bloemen

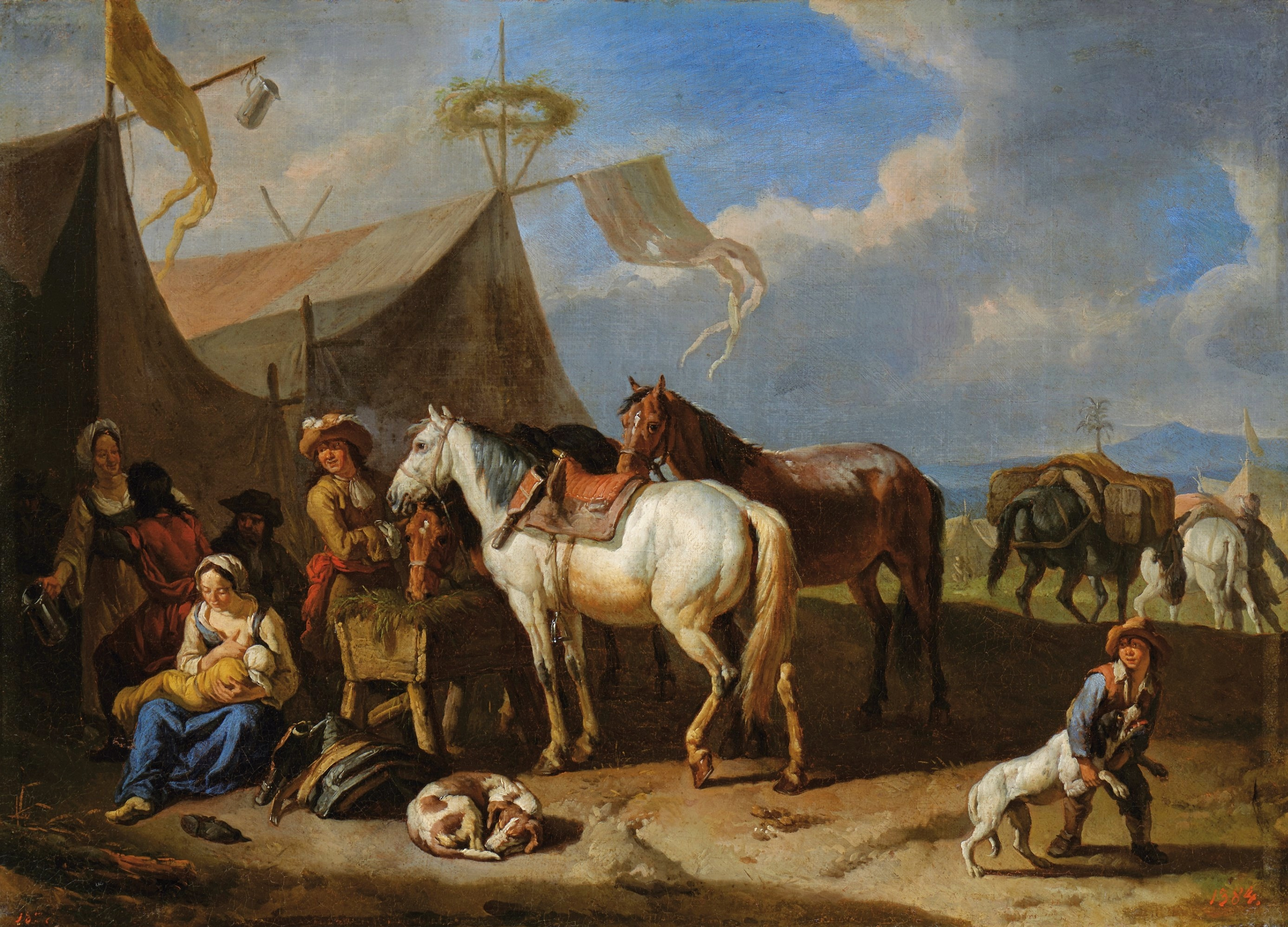
Scena obozowa z kobietą karmiącą dziecko, lata 90. XVII wieku

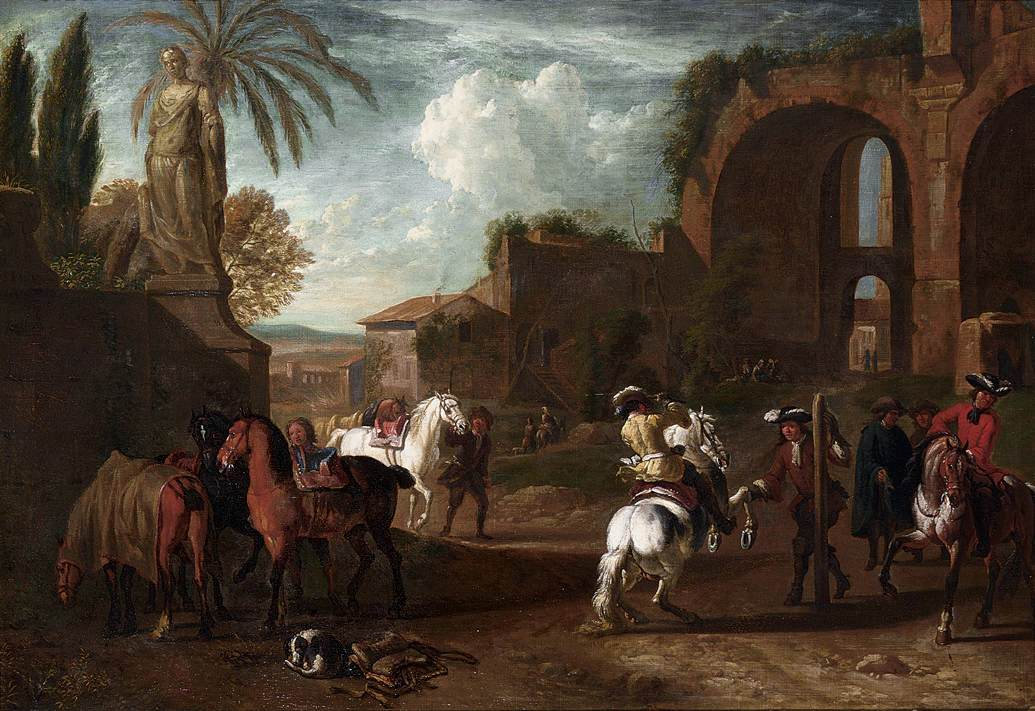
Ujeżdżalnia, ok. 1700

Peter van Bloemen znany również jako Standaart (ochrz. 17 stycznia 1657 w Antwerpii, poch. 6 marca 1720 tamże) – barokowy malarz flamandzki.

## Życiorys
Był uczniem Simona van Douwa, W 1673 lub 1674, mając 17 lat, został mistrzem gildii św. Łukasza w Antwerpii. W latach 1675–1694 mieszkał i tworzył we Włoszech. W 1694 powrócił do Antwerpii. W 1699 został delegowany przez antwerpską gildię na stanowisko dyrektora Akademii.
Peter van Bloemen malował głównie pejzaże, zwykle wzbogacone o sceny figuralne i architekturę, poruszał też tematykę batalistyczną i wojskową, tworzył portrety konne. Największą popularność zdobył w czasie pobytu we Włoszech, gdzie wysoko ceniono jego realistyczne przedstawienia zwierząt i stylizowane na Kampanię krajobrazy.
Artysta miał dwóch braci, Jana Fransa i Norberta, którzy także byli znanymi malarzami.